# Олена Всеволодівна
Оле́на Всеволоді́вна (бл. 1170 — ?) — руська князівна, княгиня Польщі (1185–1194). Представниця дому Волинських Мономаховичів із династії Рюриковичів. Донька белзького князя Всеволода Мстиславича. Дружина польського князя Казимира II (1185). Легендарна засновниця Підгорецького монастиря.

## Біографія
За Я. Длугошем, версію якого приймають ряд істориків, Олена вийшла за польського князя Казимира II в 1163 році. Вона вважається донькою белзького князя київського Всеволода Мстиславича, проте у 1163 році він не міг мати дочки, бо він сам народився не раніше 1155 року. Через це О. Бальцер вважав Олену, дружину Казимира, дочкою Ростислава Мстиславича, а М. Баумгартен взагалі не вірив в її існування. С. Кентшинський висунув гіпотезу, що Олена була другою дружиною Казимира, з якою він одружився близько 1185 року. Проти цієї гіпотези виступив Т. Василевський, але повністю її не спростував — на цей час Олена могла мати 14 років, шлюб міг мати політичну вигоду для польсько-белзьких стосунків. За Т. Василевським дружиною Казимира II була чеська принцеса Олена.
Олена вважається засновницею Підгорецького монастиря поблизу Пліснеська. За легендою, вона загинула 1180 року при обороні міста Пліснеська від половців. Ймовірне місце її загибелі у дитинці Пліснеського городища донині має назву «Оленин парк». У сучасній церкві Підгорецького монастиря, що лежить біля городища, збереглась мармурова плита 1706 року з латинським написом «Gelsissima Principissa Helena * M * Ducis Wsewoldi filia * anno 1180 * hoc monasterium primo fundavit…» («Вдячна княжна Олена, дочка князя Всеволода, 1180 року цей монастир вперше заснувала»).

### Монографії
- Войтович Л. 3.15. Волинська гілка Мономаховичів. Болохівські князі. Острозькі. Заславські. //  Князівські династії Східної Європи (кінець IX — початок XVI ст.). Львів: Інститут українознавства, 2000.
- Войтович Л. Княжа доба: портрети еліти . — Біла Церква, 2006.

### Статті
- Siarczyński, F. Dzieje niegdyś księstwa Belzkiego i miasta Bełza // Czasopism Naukowy Księgozbioru Publicznego imienia Ossolińskich. T.2. Z.3. 1829. S. 14—56.
- Kętrzyński, S. Na marginesie «Genealogii Piastów» // Przegląd Historyczny. T.29, 1931, S.200—209.
- Wasilewski, T. Helena księżniczka znojemska, żona Kazimierza Sprawiedliwego // Przegląd Historyczny. T. 69,  Z. l, 1978, S. 115—120.